# Diplusodon divaricatus
Diplusodon divaricatus är en fackelblomsväxtart som beskrevs av Johann Baptist Emanuel Pohl. Diplusodon divaricatus ingår i släktet Diplusodon och familjen fackelblomsväxter. Inga underarter finns listade i Catalogue of Life.